# Кершетас
Кершетас (каз. Кершетас, до 1993 г. — Антоновка) — село в Тюлькубасском районе Туркестанской области Казахстана. Входит в состав Кельтемашатского сельского округа. Находится примерно в 31 км к западу от районного центра села им. Турара Рыскулова. Код КАТО — 516047500.

## История
Переселенческое село Антоновка основано в 1887 г.

## Население
В 1999 году население села составляло 1567 человек (786 мужчин и 781 женщина). По данным переписи 2009 года, в селе проживало 1765 человек (876 мужчин и 889 женщин).